# エカテリーナ・マクシーモワ

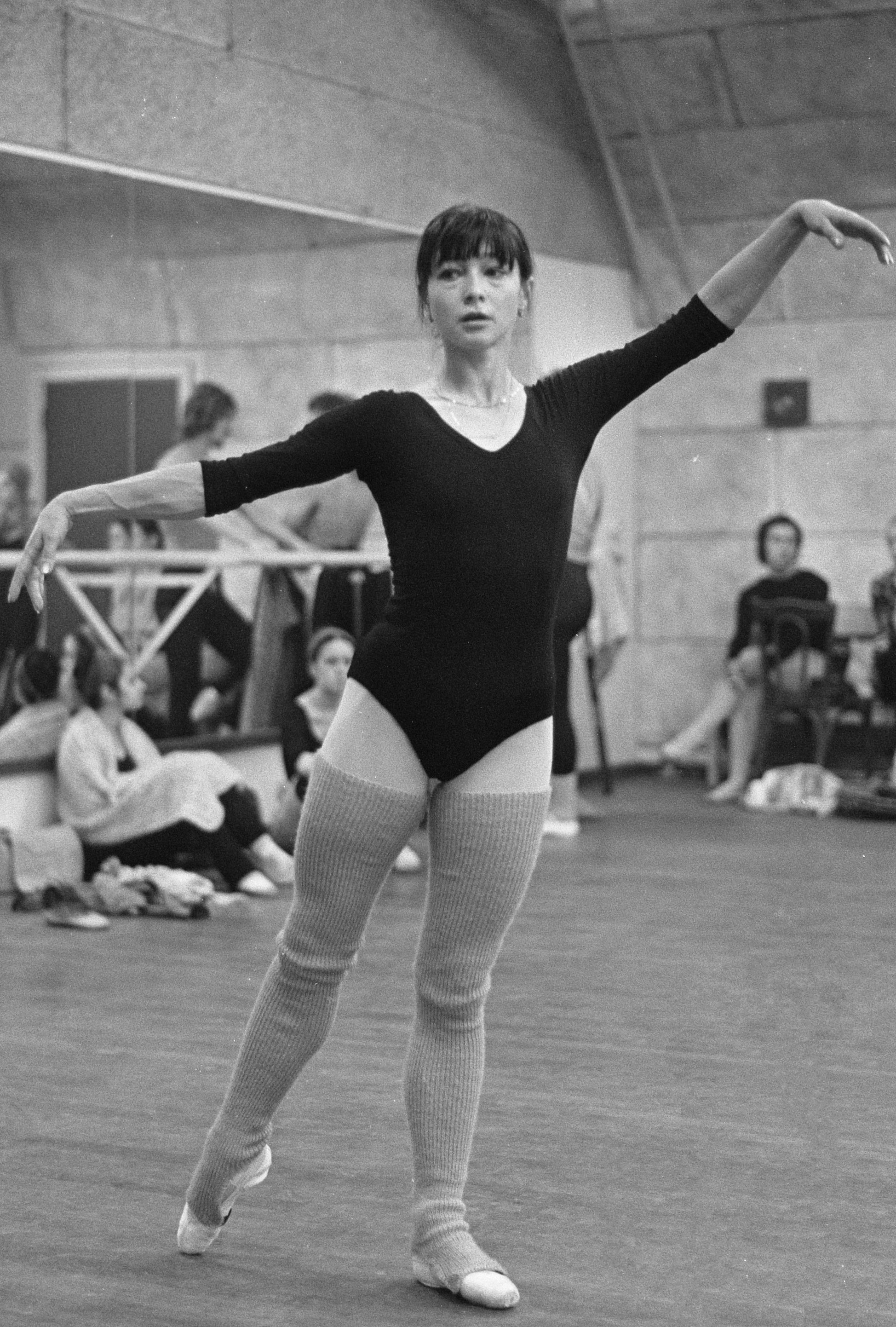
エカテリーナ・マクシーモワ, 1972年

エカテリーナ・マクシーモワ （露: Екатери́на Серге́евна Макси́мова、英: Ekaterina Sergeevna Maximova、1939年2月1日 - 2009年4月28日）は、ロシアのバレエダンサーである。20世紀後半のロシア・バレエ界の代表的なダンサーの1人であり、舞踊技術に加えて演技力や表現力にも秀でていた。

## 生涯
1939年2月1日にモスクワで生まれた。父親は技師、母親はジャーナリストだった。
モスクワ国立舞踊アカデミーにてI・ラファイロワ、エリザヴェータ・ゲルトから指導を受ける。
1957年にモスクワでの全連合バレエコンクールにて優勝し、同年にチャイコフスキー作曲のバレエ、くるみ割り人形（バイノーネン版）で主役のマーシャとしてデビューした。
バレエ学校を卒業後、ボリショイ劇場に正式に入団を許可された。以降はガリーナ・ウラノワが劇場での教師となった。1958年から1988年までボリショイ・バレエに在籍して活躍した。
可憐な容姿に加えて高度な舞踊技巧と演技力を兼ね備え、「ボリショイのベビー・バレリーナ」と呼ばれて人気を集めた。夫である名ダンサー、ウラジーミル・ワシーリエフとは、モスクワ国立舞踊アカデミー時代からの同級生で9歳から互いのことを知っている。二人のペアは世界最高峰のデュエットと称された。。
夫婦にとっての大きな悲劇は、子供を亡くしたことだった。医師が赤ちゃんの心臓が鼓動しなくなったと報告した後、マクシーモワはそれを信じなかった。 子供の喪失により、マクシーモワはさらに大きな情熱を持ってバレリーナとしての仕事に没頭するようになった。
ボリショイ劇場でのリハーサル中、脊髄損傷を受けた。医師達は舞台に戻ることはおろか、歩くこともできないと主張したが、後に舞台に復帰した。
ボリショイのプリマの地位を退いたあとも、ワシーリエフが演出・振付を手がけた 『アニュータ』 (1986年）のタイトルロールを踊って絶賛を得ている。1998年からボリショイのバレエ・ミストレスを務め、S・ルンキナ、A・ニクーリナらを育てた。2009年4月28日、モスクワにて急逝。
小惑星(4145) Maximovaはマクシーモワの名前にちなんで命名された。

### 賞歴
- 1964年 - 第1回ヴァルナ国際バレエコンクール・金賞
- 1973年 - ソ連人民芸術家